# Fastiv (huyện)
Huyện Fastiv (tiếng Ukraina: Фастівський район, chuyển tự: Fastivs'kyi raion) là một huyện của tỉnh Kiev thuộc Ukraina. Huyện Fastiv có diện tích 897 km², dân số theo điều tra dân số ngày 5 tháng 12 năm 2001 là 37538 người với mật độ 42 người/km2. Trung tâm huyện nằm ở Fastiv.